# 邁恩希爾鎮區 (新澤西州)
邁恩希爾鎮區（英語：Mine Hill Township）是位於美國新澤西州摩里斯縣的一個鎮區。

## 地方資料
邁恩希爾鎮區的面積為7.76平方千米，當中陸地面積為7.61平方千米，而水域面積為0.15平方千米。根據2020年美國人口普查的數據，當地共有人口4015人，而人口密度為每平方千米517.4人。